# Spahbod
Spahbod oder Spahbed war ein militärischer Rang im Sassanidenreich. Der Titel wurde nach der Islamisierung Irans auch unter den persisch beeinflussten Dynastien im Mittelalter weiterhin verwendet. So gab es bei den Armeniern den Sparapet und bei den Georgiern den Spaspet als Rang.
Das Wort stammt von Spah für „Armee“ und Bod für „Herr, Diener“ ab. Ein anderer Rang war Asp(a)bed, das Befehlshaber der Kavallerie oder Ritter bedeutet. Im Achämenidenreich war der Titel vermutlich spād̲h̲apati, im Partherreich ist der Titel spāhpat für hohe Befehlshaber belegt.
Der Begriff Spahbod bezeichnete im spätantiken Sassanidenreich einen hohen Militäroffizier, mit dem Zusatz Ērān (dt.: Iran) stand Ērān Spahbod für den Reichsfeldherrn oder den Generalissimus des Reiches. Damit war es der höchste militärische Rang nach dem des Großkönigs (Schāhān-Schāh). Der Ērān Spahbod agierte als Oberbefehlshaber und Unterhändler bei Friedensverhandlungen. Rangniedrigere Spahbods konnten eine Feldarmee befehlen, während der jeweils örtliche Marzban für die regionale Verteidigung zuständig war.
Seit den Reformen des Sassanidenkönigs Chosrau I. Mitte des 6. Jahrhunderts gab es wohl vier regionale Armeedistrikte. Die Quellenlage ist nicht besonders günstig, aber gefundene Siegel scheinen die Berichte in den später entstandenen schriftlichen Quellen zu bestätigen, dass unter Chosrau der Oberbefehlshaber Ērān Spahbod zugunsten der regionalen Befehlshaber abgeschafft worden ist. Allerdings sind in der Forschung viele inhaltliche Detailfragen hinsichtlich des Titels Spahbod aufgrund der Quellenlage weiterhin umstritten (z. B. die genaue Kompetenzabgrenzung zu anderen in den Quellen genannten Titeln oder ob die Befehlshaber hauptsächlich aus den großen Adelsfamilien stammten).
Während der Pahlavi-Herrschaft im 20. Jh. benutzte die Armee wieder verstärkt antike sassanidische Militärränge inklusive des Sepahbods. Der Rang des Sepahbods (سپهبد) entsprach dabei dem des Generalleutnants, der in der Rangfolge unter dem des Generals (pers. Arteschbod) stand.

## BekannteSpahbods

### Während der Sassaniden
- Rachsch (I.)
- Rachsch (II.)
- Azarethes(?)
- Wistahm
- Bahram Tschobin, Spahbod von Norden, Spahbod von Osten (Chorasan)
- Schahrbaraz
- Tschihr-Burzen
- Wuzurgmihr
- Wahrām ī Ādurmāhān
- Golon Mihran (oder Mihran Mihrevandak)
- Wēh-Shāpūr
- Sēd-hōsh
- Wahriz
- Rhazates
- Rostam Farrochzād

### Während der Pahlavi
- Ahmad Amir-Ahmadi
- Ali Razmara
- Amanullah Jahanbani
- Nader Jahanbani